# AV Spirit Lelystad
AV Spirit Lelystad is een atletiekvereniging, die is gevestigd in Sportpark Langezand te Lelystad.
In dit sportpark zijn ook hockeyvereniging MHC Lelystad en voetbalvereniging SV Lelystad '67 gevestigd. De vereniging is aangesloten bij de Atletiekunie.

## De accommodatie
AV Spirit Lelystad beschikt over een baan met 8 rondlanen en ook 8 sprintlanen.
Op het middenterrein heeft de vereniging 3 verspringbakken, 2 aparte hink-stap-sprong bakken (waarbij 1 bak de mogelijkheid voor de 7m mist), 1 accommodatie voor polsstokhoogspringen, 2 hoogspringmatten, 2 speerwerpaanlopen, 2 kogelbakken, een discusring en een ring voor kogelslingeren.
Het clubgebouw bestaat uit een kantine met aangebouwde krachtruimte, die direct vanuit de kantine bereikt kan worden, de kleedkamers zijn bereikbaar van buitenaf.

## Wedstrijden
Spirit zit in de organisatie van veel jaarlijks terugkerende wedstrijden.
- Zevenmaal per jaar wordt de Wintercup georganiseerd, een wedstrijd over 2, 5, 10 of 15 km door de bossen rond het sportpark, met start en finish op de baan. Ook is er een 1000 m op de baan voor de jeugd t/m 12 jaar.
- Ook de Flevoland Natuurmarathon, een marathon met start en finish bij camping t' Oppertje. Hierbij wordt een grote ronde om de Oostvaardersplassen en het Hollandse Hout gelopen.
- De Zeebodemloop is ook een groot evenement. Hierbij werd er in het verleden 1 km, 4 km, 8 km of 10 Engelse mijl (ruim 16 km) gelopen, vanaf 2012 echter 1, 3, 5, 10, 15 km of de halve marathon.
- De Lijn in Waterloop wordt ook elk jaar georganiseerd in de maand juni. Dit is een wedstrijd tussen de 50 en 60 km, die in teamverband wordt afgelegd: meerdere mensen fietsen en er is één loper, er mag zo vaak gewisseld worden als het team wenst, zolang er ten minste één atleet blijft lopen.
- Enkele andere jaarlijks terugkomende wedstrijden zijn het Gooi en Eemlandcircuit, de open clubkampioenschappen baanatletiek, de open clubkampioenschappen cross, de coopertest en 5 km-baanwedstrijd en de Cyclerun.
- In 2005 werd het ONK G-atletiek op bij AV Spirit Lelystad georganiseerd.

## Tenue
Het clubtenue bestaat uit een zwarte broek (voorheen groen) met een oranje shirt, met het logo van de vereniging op de borst.
Een behoorlijk assortiment clubkleding (truien, pakken e.d.) kan besteld worden via O&J Sports.

## Atleten

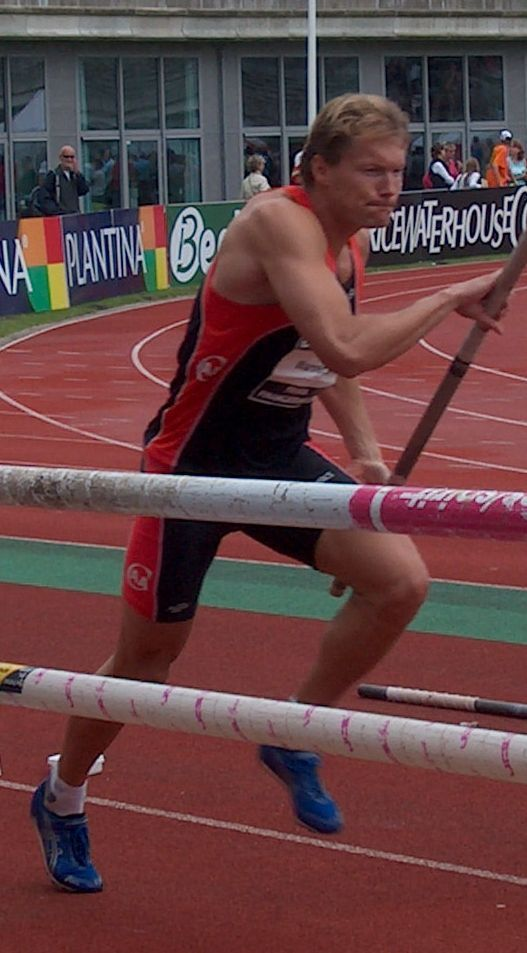
Chiel Warners

AV Spirit Lelystad heeft verscheidene bekende25tleten gehad, waaronder meerkamper Chiel Warners, die brons won op de Wereldjeugdkampioenschappen en goud op de Europese jeugdkampioenschappen op de meerkamp en oud-profvoetballer van o.a. PSV Edwin van Ankeren.
Patrick van Luijk nam tweemaal deel aan de Olympische Spelen.

## Nederlands Records
| Onderdeel | Naam           | Categorie | Prestatie   | Datum      | Locatie   |
| --------- | -------------- | --------- | ----------- | ---------- | --------- |
| 30 km     | Ria van Weezep | V60       | 2.36.29 uur | 07-09-2008 | Amsterdam |
| 25 km     | Ria van Weezep | V60       | 2.06.25 uur | 07-03-2010 | Brielle   |